# Joe Cocker (альбом)
Joe Cocker — 3-й студійний альбом Джо Кокерa, презентований у листопаді 1972 року в Європі під назвою «Something to Say» на лейблі Cube Records та в США на лейблі A&M Records.

## Список композицій
| Перша сторона | Перша сторона       | Перша сторона |
| #             | Назва               | Тривалість    |
| ------------- | ------------------- | ------------- |
| 1.            | «Pardon Me Sir»     | 3:37          |
| 2.            | «High Time We Went» | 4:25          |
| 3.            | «She Don't Mind»    | 3:13          |
| 4.            | «Black-Eyed Blues»  | 4:37          |
| 5.            | «Something to Say»  | 5:00          |

| Друга сторона | Друга сторона                | Друга сторона |
| #             | Назва                        | Тривалість    |
| ------------- | ---------------------------- | ------------- |
| 1.            | «Midnight Rider»             | 4:00          |
| 2.            | «Do Right Woman»             | 7:00          |
| 3.            | «Woman to Woman»             | 4:26          |
| 4.            | «St. James Infirmary (live)» | 6:10          |